# 弗洛伊德·阿伊泰
弗洛伊德·阿伊泰(Floyd Ayité，1988年12月15日—），是一名法國的職業足球運動員，司職攻擊中場, 翼鋒，現效力土超球會真格拿拜列治。

## 國家隊生涯
儘管出生在法國，阿伊泰決定跟隨他哥哥喬納森·阿伊泰的腳步代表多哥國家足球隊，2008年首次代表多哥國家足球隊，2009年11月14日在對戰加蓬國家足球隊為多哥國家足球隊射入首個國家隊入球。

## 國家隊入球
| #  | 日期           | 地點           | 對手 | 比分 | 結果 | 賽事                   |
| -- | -------------- | -------------- | ---- | ---- | ---- | ---------------------- |
| 1. | 2009年11月14日 | 多哥洛美       | 加彭 | 1–0  | 1–0  | 2010年非洲國家盃外圍賽 |
| 2. | 2014年9月10日  | 加納阿克拉     |      | 1–0  | 2–3  | 2013年非洲國家盃外圍賽 |
| 3. | 2015年9月4日   | 吉布提吉布提市 |      | 0–2  | 0–2  | 2017年非洲國家盃外圍賽 |

## 外部連結
- francefootball.fr （法文）
- 弗洛伊德·阿伊泰 – 法國職業足球聯賽数据 – 支持法语（已存档）